# Сигізмунд Кароль Радзивілл
Сигізмунд Кароль Радзивілл (4 грудня 1591 — 5 листопада 1642) — державний діяч, урядник Речі Посполитої, мальтійський командор.

## Життєпис
Походив з литовсько-білоруського магнатського князівського роду Радзивіллів. П'ятий син Миколая-Криштофа Радзивілла, воєводи троцького і віленського, та Єфімії Вишневецької. Народився у 1591 році у Несвізькому замку. Здобув освіту у Несвізькому єзуїтському колегіумі, а потім Болонському університеті. Під час навчання в університеті в 1608 році під впливом мальтійського кавалера Мартина Судо виступив до Мальтійського лицарського ордену
1610 року його батько заснував Столовицьку командорію Мальтійського ордена, до якої увійшли містечка Столович і Потейко в Новогрудському воєводстві. Того ж року прибув до Мальти, де перебував на флоті, брав участь у боях проти алжирських, туніськиз та триполітанських піратів. 1612 року висвячено на мальтійського лицаря великим магістром Алофом де Вільякуром. 
1614 році очолив Столовицьку командорію. Того ж року стає підкоморієм столовицьким. 1616 року планував створити Краківську командорію Мальтійського ордену, проте через брак статків та відповідних маєтностей, не зміг досягти цього.
У 1617 році призначається кравчим коронним. Побудував в Столовичах костел Іоанна Хрестителя, в інших своїх володіннях — чотири уніатські церкви, костел в селі, шпиталь в Столовичах і Крошіне. 1618 року вирушив на Мальту.
У 1621 році брав участь Хотинській війні. Під час Тридцятилітньої війни (1618—1648) з 1622 року в складі імперської армії воював проти німецьких протестантських князів. З 1623 командував кінними загонами «лісовчиків» (українських козаків і поляків) в австрійській армії.
У 1625 році очолив Познанську командорію Мальтійського ордена. Обирався послом на сейми в 1625, 1626, 1632, 1633, 1635, 1637 і 1639 роках. Під час війн Речі Посполитої зі Швецією в 1628 році за власний кошт створив власний полк. У 1629 році втретє відвідав острів Мальту. За свої заслуги перед орденом отримав від великого магістра посаду Генерального комісара госпітальєрів.
У 1632—1634 роках під час Смоленської війни з Московським царством звитяжив в боях під Смоленськом. У 1633 році стає крайчим великим литовським. У 1636 році після смерті свого старшого брата Альбрехта Владислава Радзивілла успадкував Незвізьку ординацію. У 1638 році отримав посаду підчашого великого литовського.
В останні роки життя підтримував план організації в Речі Посполитої окремого пріорату Мальтійського ордена, який повинен був очолити. У 1642 році призначається воєводою новогрудським. Того року вирушив на лікування до Італії, але помер в місті Ассізі (Італія). Поховано в базиліці Святого Франциска.

## Власність
Йому належали маєтки села, Хатов, Крошін, Колдичево і Березовець в Новогрудському воєводстві, а також місто Шидловець в Польщі.